# 梯級角石
梯級角石（學名：[Bathmoceras] 错误：{{Lang}}：文本有斜体标记（帮助））是一屬已滅絕的鸚鵡螺類。為生存在中至晚奧陶紀海洋中的原始頭足類。其化石分布於歐洲、中國、摩洛哥和玻利維亞等地。

## 物種[1]
- Bathmoceras australe
- Bathmoceras complexum
- Bathmoceras llanvirnense
- Bathmoceras norvegicum
- Bathmoceras taichoutense